# Gosara
Gosara is een bestuurslaag in het regentschap Serang van de provincie Banten, Indonesië. Gosara telt 1955 inwoners (volkstelling 2010).